# 古障河
古障河，是位于中国广西壮族自治区百色市西林县西部的一条河流，属于西江南盘江段右岸支流，发源于西林县古障镇水头村西2.2公里处，向东流至江陇村转向北流，经古障镇周约、古障、黄果园等村，最后于马蚌乡红绸村以北入南盘江。河长54.7公里，河道比降7.52‰，流域面积424.74平方公里。流域内盛产水稻、玉米，产量居西林县首位，有“西林粮仓”之称。上游左岸的王子山，海拔1883.3米，是西林县第一高峰，山下茶场所产“王子山白毫茶”是西林著名特产。